# Kościół św. Jana Chrzciciela w Bruśku
Kościół św. Jana Chrzciciela – drewniany rzymskokatolicki kościół  filialny parafii Matki Boskiej Fatimskiej w Kaletach znajdujący się w miejscowości Brusiek w powiecie lublinieckim województwa śląskiego.

## Historia i architektura
Już w XV w. wzmiankowano we wsi kościół. Na jego miejscu, prawdopodobnie po pożarze, zbudowano w 1593 z fundacji Andrzeja Kochcickiego obecną świątynię. Kościół orientowany konstrukcji zrębowej, z wieżą konstrukcji słupowej. Prezbiterium zamknięte prostą ścianą, od północy przylega do niego zakrystia. Nawa szersza i wyższa połączona z przedsionkiem od północy. Wieża szalowana deskami, nakryta dachem namiotowym. Dach siodłowy kryty gontem, powyżej nawy sześcioboczna wieżyczka na sygnaturkę z latarnią i baniastym hełmem. Ściany kościoła pobite gontem. Wewnątrz kościoła polichromia szablonowa z 1693 – dzieło Wawrzyńca Grochowskiego.

## Turystyka
Kościół znajduje się na Szlaku Architektury Drewnianej województwa śląskiego.

## Galeria

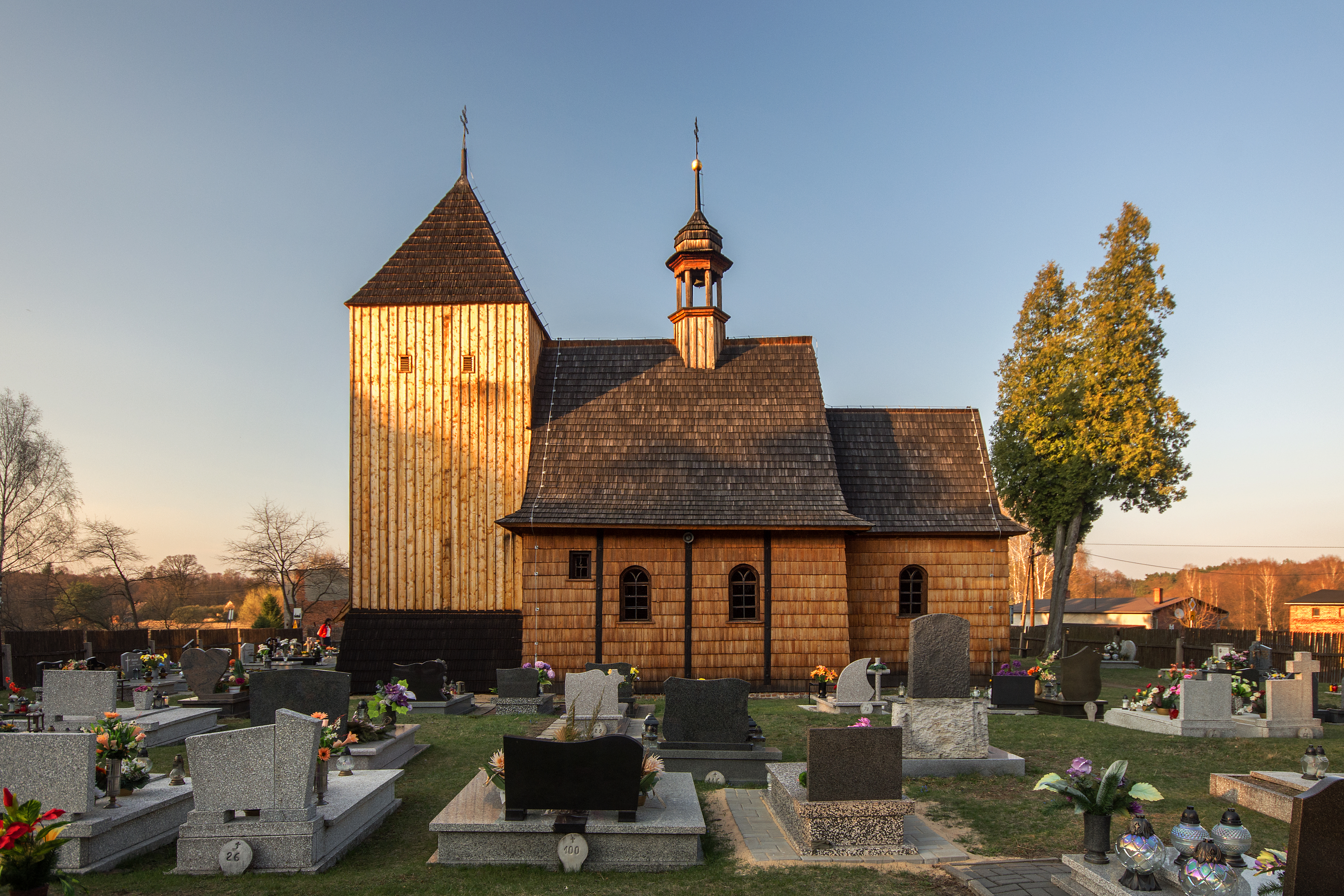
Elewacja boczna
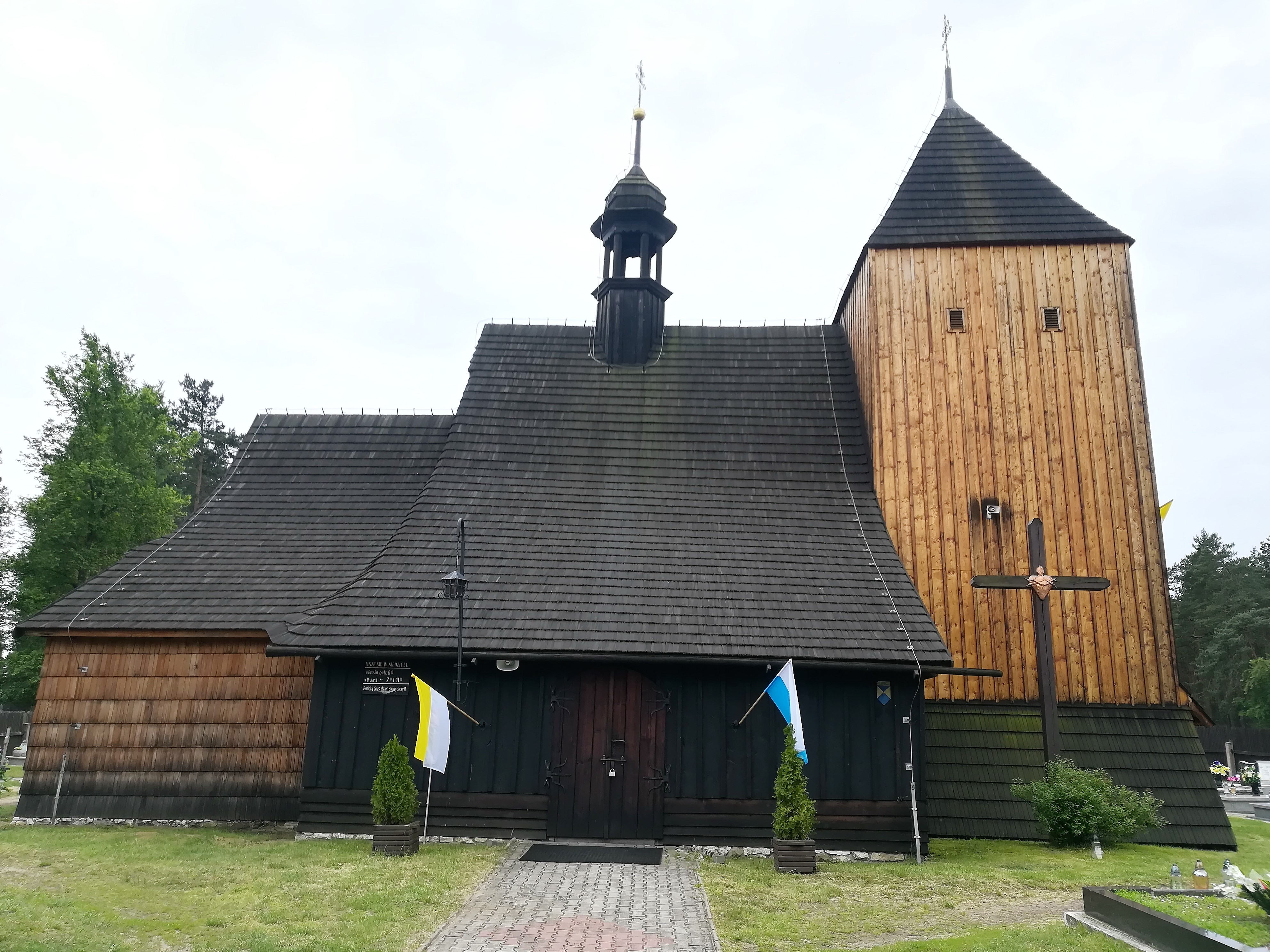
Elewacja boczna
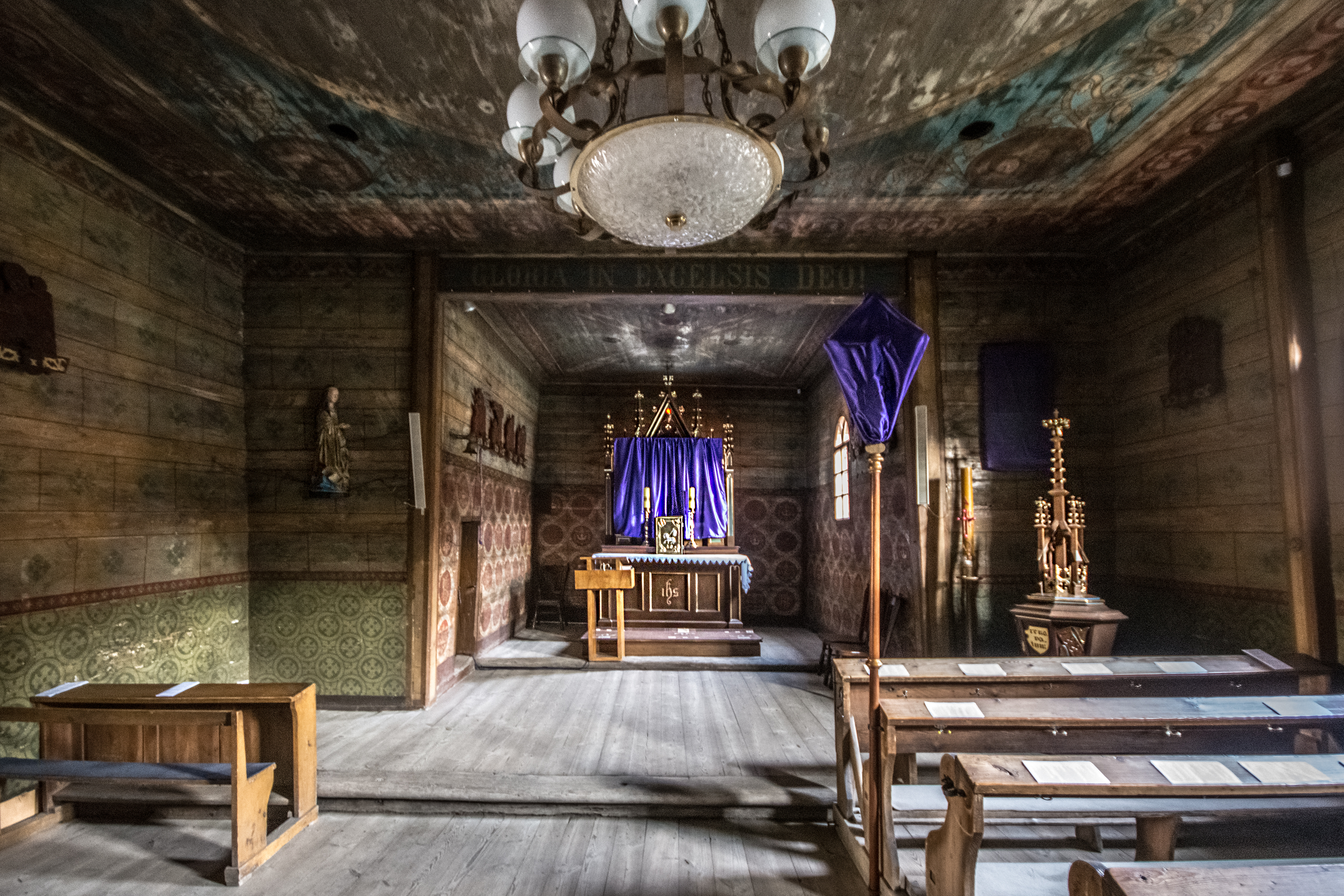
Wnętrze